# Apaydın Satranç
Apaydın Satranç – turecki klub szachowy z siedzibą w Izmirze.

## Historia
Klub został założony w 2014 roku przez Fethiego Apaydına. W 2019 roku zespół uzyskał awans do Satranç Birinci Ligi (drugi poziom). W sezonie 2023 klub zadebiutował w Süper Satranç Ligi. Zespół zajął wówczas trzecie miejsce w klasyfikacji, za Türk Hava Yolları SK i Bayegan Pendik Satranç SK. Skład drużyny stanowili wówczas m.in. Rauf Məmmədov, Eltac Səfərli i Natalija Buksa. W sezonie 2024 Apaydın Satranç został sklasyfikowany na dziewiątym miejscu w lidze.